# FK Rudar Prijedor
FK Rudar este o echipă de fotbal din Prijedor, Bosnia și Herzegovina.

## Lotul curent
| Nr. |                       | Poziție | Jucător            |
| --- | --------------------- | ------- | ------------------ |
| 1   | Bosnia și Herțegovina | P       | Nemanja Petrović   |
| 2   | Bosnia și Herțegovina | F       | Nebojša Šodić      |
| 6   | Bosnia și Herțegovina | M       | Bojan Burazor      |
| 7   | Bosnia și Herțegovina | M       | Dejan Kojić        |
| 8   | Bosnia și Herțegovina | M       | Siniša Radoja      |
| 9   | Bosnia și Herțegovina | F       | Nemanja Pekija     |
| 12  | Bosnia și Herțegovina | P       | Dalibor Kozić      |
| 14  | Bosnia și Herțegovina | F       | Čedomir Ćulum      |
| 18  | Bosnia și Herțegovina | F       | Aleksandar Jovičić |
| 21  | Ghana                 | M       | Jasper Nimo Nartey |
| 30  | Bosnia și Herțegovina | A       | Nebojša Mrkić      |
| 42  | Bosnia și Herțegovina | A       | Petar Kunić        |
| 44  | Bosnia și Herțegovina | M       | Stefan Gavranović  |

| Nr. |                            | Poziție | Jucător           |
| --- | -------------------------- | ------- | ----------------- |
| TBD | Serbia                     | P       | Željko Kuzmić     |
| TBD | Bosnia și Herțegovina      | F       | Edvin Hamzić      |
| TBD | Bosnia și Herțegovina      | F       | Boris Nišević     |
| TBD | Bosnia și Herțegovina      | F       | Stipe Miloš       |
| TBD | Bosnia și Herțegovina      | F       | Nemanja Marić     |
| TBD | Bosnia și Herțegovina      | M       | Mario Desnica     |
| TBD | Bosnia și Herțegovina      | M       | Armin Mešić       |
| TBD | Bosnia și Herțegovina      | M       | Nemanja Pejić     |
| TBD | Bosnia și Herțegovina      | M       | Vladimir Petković |
| TBD | Bosnia și Herțegovina      | A       | Njegoš Despotović |
| TBD | Ghana                      | A       | George Owusu      |
| TBD | Statele Unite ale Americii | M       | Simon Mrsic       |
| TBD | Bosnia și Herțegovina      | A       | Mirza Džafić      |

## Vezi și
- Prima Ligă a Republicii Srpska